# Közös Nevező 2018
A Közös Nevező 2018 egy 2017-ben alapított magyarországi politikai párt, amelyet politikai elemzők és oknyomozó újságírók is kamupártnak tekintenek. Alapítója és elnöke Gődény György, a párt pedig saját önmeghatározása szerint „... józan, minden irányzatot egyesítő politikai kezdeményezés”. A 2018-as sikertelen választási szereplést követően költségvetési csalás gyanúja miatt eljárás indult a párt ellen.

## Részvétel a választásokon

### Viták a jelöltállítás körül
A párt a 2018-as magyarországi országgyűlési választásokon 42 egyéni jelöltet indított, így jogosult volt az országos listaállításra és az ezzel járó állami kampánytámogatás igénybevételére is. A 35 fős országos lista vezetője Gődény György volt, a harmadik helyen pedig Seres Mária szerepelt. A jelöltállítás kapcsán a párt ellen később összesen 13 büntetőeljárást indítottak hamis magánokirat felhasználása, vagyis ajánlóívekkel való visszaélés gyanúja miatt.

### Választási eredmények
A választásokon a párt mindössze 3894 szavazatot kapott, amivel a listás szavazatoknak csupán 0,07 százalékát szerezte meg, így nem jutott be az Országgyűlésbe. A választási eredmény miatt a párt 153 milliós állami kampánytámogatása kapcsán teljes visszafizetési kötelezettség keletkezett, melynek rendezése az Államkincstár jelentése alapján nem történt meg.